# 1998年灣仔北城巴翻側事故

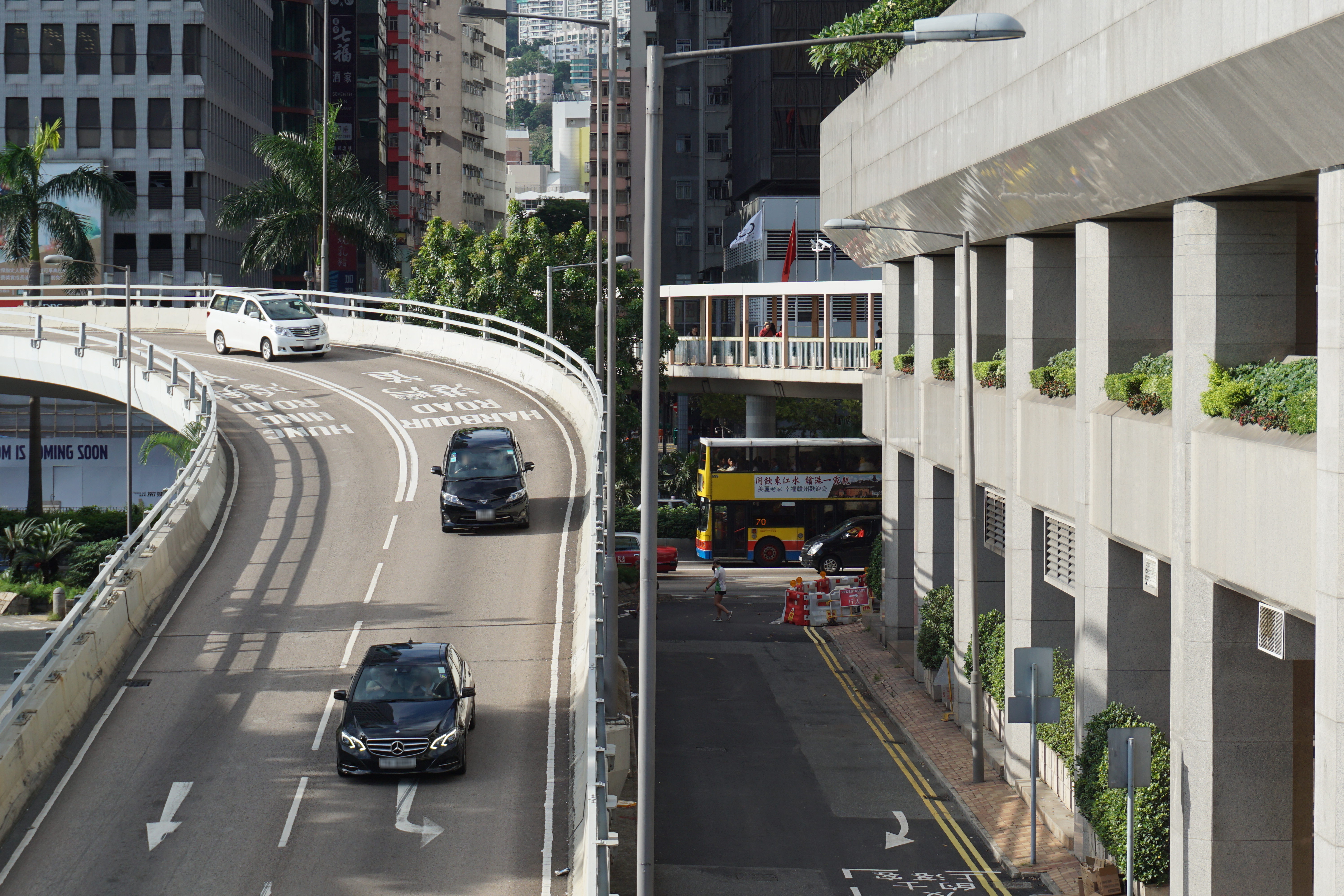
翻側位置，當時其中3名乘客被拋出天橋底（右），更導致其中一人當場頭顱爆裂死亡

1998年城巴翻側事故是一宗於1998年1月30日（大年初三）在香港灣仔杜老誌道天橋所發生的一宗嚴重交通意外。於當天約早上9時45分，一輛行駛過海隧道巴士118線的城巴丹尼士巨龍12米巴士（870／HD935）於告士打道經杜老誌道天橋轉彎入杜老誌道時，因車速過快而引致翻側。事故中造成5人死亡，58人受傷。
於是次事件後，促使各巴士公司於巴士上安裝車速紀錄儀。

## 意外背景
肇事男性司機岑榮耀，31歲，於1997年加入城巴，出事時任職城巴(專利(一)部)巴士車長，入職約一年，事後已離職。其於1990年獲得私家車駕駛執照，1996年考獲公共小巴牌照，並兼職任小巴司機。岑氏於事發當月才開始獲編配駕駛118線，事發前有三十多次駕駛巴士經過涉事天橋的經驗。
至於涉事的城巴丹尼士巨龍12米雙層空調巴士(870/HD935)，於1997年4月投入服務，事發時車齡約10個月，主要行駛港島東巴士線。事發時此車正行駛由九龍巴士及城巴聯合經營的紅磡海底隧道巴士線118線，由小西灣邨開往深水埗欽州街(即西九龍中心)。

## 意外經過
當天早上9時45分，岑氏駕駛載有64人的肇事巴士（870／HD935）行走118線往深水埗，駛至杜老誌道天橋時，因車速過快，引致翻側，上層車頂先擱在防撞欄上，再遭防撞欄上的燈柱削開，近車尾一部份車頂與三名拋出車外的乘客跌在杜老誌道的橋底，而車輛則拖行至落斜位才停下。
據岑氏於法律聆訊上憶述，巴士駛過東區走廊後便開始減速，由於車速已減慢，便「俾油」登上天橋，但當時時速仍維持於40至50公里左右。其後他聽到滑胎的聲音，便腳踏油門以穩定車輛，但巴士的傾側度越來越大，於是將巴士煞停，並將方向盤向右扭。政府高級化驗師調查後估計事發時肇事巴士車速高達每小時67公里，翻車的車速則為每小時71公里，遠高於肇事路段的車速限制每小時50公里為高。 
因此宗車禍導致最初下身癱瘓，數月後可放棄柺杖慢行的乘客戴肇基於庭上作供時表示，其與因車禍去世的妻子滕麗珍(終年44歲)登車時已遭車長不禮貌對待，巴士車速亦甚高，途經柴灣道近明華大廈時更衝紅燈，並諷刺岑氏應到澳門當賽車手。

## 意外過後
由於事發當日正值大年初三，不少乘客均攜眷乘車前往拜年，因此死傷慘重，共導致5人死亡，58人受傷。現場共發現3具遺體，其中一人從巴士左邊車尾直接拋下橋底摔死，另外一男一女傷者留醫數月，分別延至4月14日及8月8日不治去世。
事發後城巴安排拖車將巴士扶直，再將其拖往警方位於鰂魚涌的汽車扣查中心以便進行調查。巴士左邊車身嚴重損毀，滿佈凹痕，上層車身近左邊車尾部分於巴士翻側時撞同天橋燈柱而被劏開，該部分車廂座椅變形，車廂滿佈血漬，近車尾部分車頂飛脱。出事杜老誌道天橋路面留下明顯剎車和城巴翻側時拖行的痕跡，石壆上毀壞的欄杆掛住一件乘客的衣服，城巴飛脱的車頂連同一些乘客的年貨和鞋履等個人物品跌下下方的杜老誌道路面及行人路。
撞毀的巴士於事發後半年完成維修復出，惟當時車廂仍有意外的痕跡，更有巴士迷發現部分座椅留下已乾的血漬，直到此車於2007年翻新內籠及更換座位後，相關痕跡才消失。另有網民指出，城巴於修復肇事巴士後，首數年逢農曆年初三均將其停泊在車廠，不准出車載客。 ，肇事巴士已於2015年4月隨法定車齡屆滿而退役。
事後岑氏被控以魯莽駕駛引致他人死亡，於1999年2月中在區域法院判入獄2年半及停牌4年。

## 外部連結
- 香港巴士大典上的相关条目：1998年灣仔北城巴翻側事故